# ادی بریکل
ادی بریکل (انگلیسی: Edie Arlisa Brickell؛ زادهٔ ۱۰ مارس ۱۹۶۶) خواننده، آهنگساز و گیتاریست اهل ایالات متحده آمریکا و عضو سابق گروه راک Edie Brickell & New Bohemians است. وی با اولین آلبوم خود Shooting Rubberbands at the Stars رده چهارم چارت billboard 200 را بدست آورد.
وی از سال ۱۹۸۵ میلادی تاکنون مشغول فعالیت بوده‌است.